# ويفندون (باكينجهامشير)
ويفندون (بالإنجليزية: Wavendon)‏ هي قرية وأبرشية مدنية تقع في المملكة المتحدة في إنجلترا. يقدر عدد سكانها بـ 787 نسمة .